# Mandritsara
Mandritsara est une commune urbaine malgache située dans la partie est de la région de Sofia.

## Géographie
Mandritsara se trouve à 42 km de la Réserve spéciale de Marotandrano.

## Religion
Deux missions du diocèse catholique de Port-Bergé sont situées à Mandritsara : la paroisse Sainte Thérèse de l'Enfant-Jésus a été fondée vers 1899 ; la paroisse de la Sainte-Famille a quant à elle été fondée en 2016.